# Robert Jozić
Robert Jozić (Glamoč, 1978.) je hrvatski akademski kipar, autor nekoliko javnih skulptura u Hrvatskoj te član Hrvatske udruge likovnih umjetnika u Splitu.

## Životopis
Diplomirao je kiparstvo na Umjetničkoj akademiji Sveučišta u Splitu 2002. godine. Naredne godine izabran je za asistenta na Kiparskom odsjeku istog fakulteta, gdje je 2012. izabran u naslovno zvanje docent. Godine 2010. postaje sudionikom kiparske kolonije Bol na Braču. Iste godine upisuje doktorski studij na Akademiji likovnih umjetnosti u Zagrebu, u klasi profesora Slavomira Drinkovića. 2011. postaje voditeljem kiparske kolonije More u Kaštel Lukšiću. 

## Djelo
Osim samostalnih izložbi u Splitu, Kaštel Lukšiću, Šibeniku i Makarskoj, sudjeluje na brojnim skupnim izložbama poput Izložbe natječajnih radova za spomenik Anti Starčeviću (Tvrđa, Osijek, 2006.) gdje osvaja glavnu nagradu za rad nastao u suradnji s kiparom i arhitektom Filipom Tadinom. S navedenim autorom ostvario je cijeli niz radova, te su dobitnici prve nagrade na natječaju za spomen obilježje ”U čast hrvatskim braniteljima za stvaranje države Hrvatske” (Beli Manastir, 2011.), prve nagrade na natječaju za spomenik poginulim braniteljima na odmorištu Rašćane (Zagvozd, 2010.) i prve nagrade na natječaju za spomen obilježje stradalim svećenicima (Kaštel Novi, 2004.).
Kod izvedbe javnih skulptura dominira sklonost minimalnim i čistim formama koje u svoj prostor pokušavaju uključiti promatrača pozivajući ga sudjelovanje, odnosno na obilazak, penjanje i sl. Pri izrađivanju skulpture manjih dimenzija djeluje na granici između apstrakcije i asocijativnih figuralnih motiva koristeći kao sredstvo svog skulptorskog izražavanja različite materijale poput gipsa, željeza, drva i gume. Propitivanjem kiparskog i slikarskog odnosa ističe se serija njegovih radova izvedena od žice i drva gdje figure kod kojih dominira linija smješta unutar drvenih okvira. 

## Vanjske poveznice
- Robert Jozić pri HULU Split
- www.robertjozic.com